# 墨西哥高速鐵路
墨西哥高速鐵路（英語：High-speed rail in Mexico）是當前墨西哥境內正在計劃階段的高速鐵路工程。

## 墨西哥城 - 克雷塔羅高速鐵路
墨西哥城 - 克雷塔羅之間的高速鐵路計畫是在2014年時進行招標的，並且招標計劃中呼籲使用BOT方案來做為該高速鐵路的營運方式。整條高鐵路線預計總長210公里，其中高架橋路段有16公里，隧道路段有12公里，預設行車時速將達到300km/h，預計完工通車將會在2017年底。
其興建目的在於希望高鐵在完工運作後：
- 縮短兩地的通勤時間僅需要58分鐘。
- 平均間隔每小時有一班車，而到達使用量高峰期時能夠間隔每20分鐘一班車。
- 預計乘載量到達23000名乘客，並希望高鐵營運第一年後能夠減少18000輛次的城市通勤私人轎車。

此高鐵計畫官方預估，將能夠減少拓寬現有高速公路至八線道的需求以及免於持續保持糟糕的交通安全紀錄。
招標案在2014年11月公布後，將在多家投標的鐵路建設集團之中，選出一家得標廠商，其中包括中國鐵建（CRCC）、中國南車（CSR）、GIA、Prodemex、Teya、GHP infrastructure Mexicana 以及賽思達（SYSTRA）等集團投標。其中，此次招標案中另有高鐵機車車輛等鐵路設備的採購包含在招標內容之中，而高鐵預計興建成本約是508億比索。中國鐵建牽頭財團中標墨西哥高鐵後三日，墨西哥交通部為保證競標的合法性決定重新招標。墨西哥記者阿里斯特吉指出有份中標高鐵項目的Group Higa旗下公司負責興建及持有墨西哥總統夫人Angélica Rivera居住的豪宅，有利益輸送嫌疑。2015年1月，中國鐵建表示會再次入標墨西哥高鐵項目，墨西哥在2015年1月14公布初步招標條件。
2015年1月30日，墨西哥的公共信貸與財政局局長Luis Videgaray Caso宣布，為反映墨西哥聯邦政府因原油價格快速走低而導致減少了1240億比索（墨西哥原油輸出佔 GDP 0.7％）的財政收入，將刪減多項國內建設案的興建預算。其中的一項刪減預算的結果導致了墨西哥城 - 克雷塔羅高速鐵路興建案被“無限期暫停”。

## 其他計劃
在墨西哥中，除墨西哥城 - 克雷塔羅高速鐵路的計劃以外，還有一個跨境高速鐵路是從墨西哥蒙特雷橫跨國境前往美國德克薩斯州聖安東尼奧的計劃。而為了避免出現列車行經國界時因需要移民局與海關的審核而必須停在邊境上的狀況發生，因此計劃每當列車在起始站 / 終點站發車前先行進行跨國的通關審核。

## 資料來源
1. ↑  . 鐵路公報. 2014年8月19日  [2014年8月19日]. （原始内容存档于2020年11月26日）.
2. ↑  .   [2015-06-26]. （原始内容存档于2020-08-09）.
3. ↑  . 香港蘋果日報. 2014年11月8日  [2016年6月10日]. （原始内容存档于2017年1月12日）.
4. ↑  . 香港蘋果日報. 2014年11月11日  [2016年6月10日]. （原始内容存档于2017年1月12日）.
5. ↑  . 环球网. 2015年1月7日  [2016年6月10日]. （原始内容存档于2020年8月21日）.
6. ↑  . La Jornada de Mexico. 2015年1月30日  [2015年1月31日]. （原始内容存档于2015年2月2日）.
7. ↑  . WFAA 8 ABC. 2014年1月15日  [2014年8月20日]. （原始内容存档于2014年8月21日）.

## 外部連結
- 墨西哥高鐵官方網站 （页面存档备份，存于）